# 山阳站
山阳站为沪杭铁路金山支线上的一个车站，位于上海市金山区山阳镇北侧。建于1975年，曾为办理客运业务的四等站，启用时每天有各4列往来于上海和金卫东站的市郊客运列车停靠本站，2012年撤销。